# رئيس المكسيك
رئيس المكسيك (بالإسبانية:  Presidente de México)‏، ويعرف رسميًا بإسم رئيس الولايات المكسيكية المتحدة (بالإسبانية: Presidente de los Estados Unidos Mexicanos)‏, هو رئيس الدولة ورئيس الحكومة في المكسيك. بموجب دستور المكسيك، يرأس الرئيس السلطة التنفيذية للحكومة الفيدرالية وهو القائد الأعلى للقوات المسلحة المكسيكية. تشغل كلوديا شينباوم باردو حاليا منصب رئاسة المكسيك، وقد تولت منصبها في 1 أكتوبر 2024.
يعتبر منصب الرئيس منصب ثوري، بمعنى أن سلطات المنصب مستمدة من الدستور الثوري لعام 1917. ومن الإرث الآخر للثورة المكسيكية حظر الدستور إمكانية إعادة الانتخاب، لذا يقتصر الرؤساء المكسيكيون على فترة رئاسية واحدة مدتها ست سنوات، تسمى سيكسينيوم (بالإسبانية: sexenio)‏. ولا يُسمح لأي شخص شغل هذا المنصب، حتى على أساس تصريف الأعمال، بالترشح أو الخدمة مرة أخرى.

## روابط خارجية
- President of Mexico – Official government website